# Justin Minaya
Justin Minaya (Harrington Park, 26 marzo 1999) è un cestista statunitense con cittadinanza dominicana, professionista nella NBA.

## Carriera
Dopo aver iniziato la carriera professionistica con il club di NBA G League dei Capitanes de Ciudad de México, il 4 aprile 2023 viene firmato dai Portland Trail Blazers.

## Statistiche

### NCAA
| Anno      | Squadra           | PG  | PT  | MP   | TC%  | 3P%  | TL%  | RP  | AP  | PRP | SP  | PP  |
| --------- | ----------------- | --- | --- | ---- | ---- | ---- | ---- | --- | --- | --- | --- | --- |
| 2017-2018 | S.C. Gamecocks    | 32  | 30  | 26,8 | 39,0 | 36,4 | 68,6 | 4,2 | 1,5 | 0,6 | 0,3 | 7,9 |
| 2018-2019 | S.C. Gamecocks    | 5   | 5   | 25,6 | 45,5 | 13,3 | 71,4 | 5,6 | 1,6 | 0,6 | 0,4 | 7,4 |
| 2019-2020 | S.C. Gamecocks    | 22  | 21  | 29,8 | 41,0 | 26,4 | 66,0 | 6,0 | 2,0 | 0,6 | 0,9 | 7,8 |
| 2020-2021 | S.C. Gamecocks    | 20  | 19  | 30,2 | 38,4 | 23,3 | 61,5 | 6,3 | 1,8 | 0,7 | 0,8 | 7,0 |
| 2021-2022 | Providence Friars | 32  | 25  | 33,1 | 41,4 | 31,7 | 55,8 | 5,5 | 1,6 | 0,8 | 0,8 | 6,5 |
| Carriera  | Carriera          | 111 | 100 | 29,8 | 40,2 | 29,6 | 63,9 | 5,4 | 1,7 | 0,7 | 0,6 | 7,3 |

#### Massimi in carriera
- Massimo di punti: 18 vs Texas A&M (18 gennaio 2020)[4]
- Massimo di rimbalzi: 12 vs Vanderbilt (25 gennaio 2020)
- Massimo di assist: 5 (4 volte)
- Massimo di palle rubate: 3 (4 volte)
- Massimo di stoppate: 4 (2 volte)
- Massimo di minuti giocati: 47 vs Xavier (23 febbraio 2022)

### NBA

#### Regular Season
| Anno      | Squadra             | PG | PT | MP   | TC%  | 3P%  | TL%  | RP  | AP  | PRP | SP  | PP  |
| --------- | ------------------- | -- | -- | ---- | ---- | ---- | ---- | --- | --- | --- | --- | --- |
| 2022-2023 | Portland T. Blazers | 4  | 0  | 22,3 | 30,4 | 25,0 | 0,0  | 3,8 | 1,0 | 0,5 | 1,3 | 4,3 |
| 2023-2024 | Portland T. Blazers | 34 | 1  | 11,2 | 29,7 | 24,5 | 55,6 | 1,6 | 0,6 | 0,3 | 0,3 | 1,8 |
| 2024-2025 | Portland T. Blazers | 19 | 0  | 5,3  | 38,1 | 20,0 | 0,0  | 0,5 | 0,4 | 0,3 | 0,1 | 0,9 |
| Carriera  | Carriera            | 57 | 1  | 10,0 | 31,4 | 23,9 | 41,7 | 1,4 | 0,6 | 0,3 | 0,3 | 1,7 |

#### Massimi in carriera
- Massimo di punti: 8 vs Memphis Grizzlies (4 aprile 2023)[5]
- Massimo di rimbalzi: 4 (3 volte)
- Massimo di assist: 2 vs Memphis Grizzlies (4 aprile 2023)
- Massimo di palle rubate: 1 (2 volte)
- Massimo di stoppate: 3 vs San Antonio Spurs (6 aprile 2023)
- Massimo di minuti giocati: 28 vs San Antonio Spurs (6 aprile 2023)

### G League
| Anno      | Squadra        | PG | PT | MP   | TC%  | 3P%  | TL%  | RP  | AP  | PRP | SP  | PP   |
| --------- | -------------- | -- | -- | ---- | ---- | ---- | ---- | --- | --- | --- | --- | ---- |
| 2022-2023 | Capitanes C.M. | 44 | 30 | 34,0 | 48,1 | 31,1 | 46,2 | 4,2 | 2,1 | 2,0 | 1,2 | 11,0 |
| 2023-2024 | Rip City Remix | 20 | 19 | 32,0 | 43,8 | 33,6 | 60,6 | 6,4 | 4,0 | 1,5 | 1,0 | 13,7 |
| 2024-2025 | Rip City Remix | 20 | 20 | 32,5 | 43,8 | 27,1 | 50,0 | 4,6 | 3,5 | 1,7 | 0,6 | 11,0 |
| Carriera  | Carriera       | 84 | 69 | 33,2 | 45,9 | 30,8 | 51,5 | 4,8 | 2,9 | 1,8 | 1,0 | 11,6 |